# ونغ تشون
ونغ تشون (بالإنجليزية: Weng Chun)‏ المعروف أيضًا باسم تشي سي هو فن قتالي صيني. مازال محافظ على فن ونغ تشون على شكله الحالي من قبل الكثيرين، بما في ذلك أندرياس هوفمان.، خليفة الفن من بعد وفاة المعلم واي يان.

## وصف الأسلوب
يعتبر تشي سيم ونغ تشون فناً قتالياً ناعماً حيث انه يستخدم طاقة الخصم لكسر الهيكل بدلاً من محاولة مطابقة طاقته.  ينصب التركيز الرئيسي على الجمع بين اللياقة البدنية وصحة الجسم والعقل.  يتم تحقيق ذلك من خلال مزيج من التدريب البدني الشاق والفلسفة الأساسية العميقة لفهم حركات الجسد وكيف ولماذا يتم توظيفهم. الهدف الأساسي في الونغ تشون هو إتقان كامل للجسم والعقل.

## تاريخه
هناك العديد من التفسيرات لتاريخ ونغ تشون التاريخ الزمني حسب الجراند ماستر إندرياس هوفان مفصل على موقع ونغ تشون الرسمي.  تم توثيق حسابات أخرى من قبل الآخرين بما في ذلك تاريخ واسع من ونغ تشون بقلم بيني منغ وجيريمي رودراك من المتحف.

## فلسفة هذا الأسلوب
ترتبط فلسفة ونغ تشون كونغ فو،مثل العديد من فنون الدفاع عن النفس، بأسلوب حياة أعمق بكثير من مجرد القتال. في الواقع، تتعلق الفلسفة التقليدية للكونغ فو بكيفية عيش حياة المرء، بدلاً من اكتشاف الحقيقة في الواقع. يعكس ونغ تشون هذا المسار في خمسة مستويات من الحكمة إلى الفهم الأساسي للحركات الجسدية مثل كيفية الضرب بلكمة كاملة لإتقان الجسد والعقل، حيث تمتد فلسفة الكونغ فو إلى جميع جوانب حياة الممارس.
يعرف المستوى الأساسي باسم يينغ الذي يعلم الأشكال والأشكال الأساسية. يمكن اعتبار يانغ دراسة تقنيات الموجودة في القتال، مثل كيفية الضرب أو الركل. يحقق الطالب فهمًا أعمق لكيفية القيام بهذه التحركات في المستوى التالي، والمعروف باسم Yi، حيث يتم تعلم المبادئ المستخدمة في ونغ تشون. يي تدرس التقنيات المستخدمة في القتال، مع التركيز على مفاهيم كيو ساو الـ 18. المستوى الثالث، ثم ينظر في الأشكال والأشكال المستخدمة في يينغ و ويستوعبها في نظام غريزي، بمساعدة إتقان الأشكال من خلال التكرار. يمكن بعد ذلك توسيع مهارات الطالب التي تم تطويرها في القتال إلى جوانب أخرى من حياتهم، حيث يمكن توظيف الانضباط والتحكم في النفس والصفات الأخرى في فلسفة العيش في حياة الكونغ فو. يُعرف المستوى التالية مفاهيم (في البوذية) الذي يستكشف طرق أو طرق فهم الواقع. في شاولين ونغ تشون يتم التعبير عن الواقع في المكان / الزمان (السماء)، والطاقة (البشرية) والجاذبية.وأخيرًا Seut، تعني المهارة والبراعة المتعلقة بالتعبير عن ونغ تشون في حياتنا اليومية حيث يتحقق الانضباط والاحترام والتفاعل الصحيح مع الآخرين. حقق الممارس في هذه المرحلة إتقانًا وانعكست جميع أفعاله في حياة الكونغ فو.

## مبادئ هذا الأسلوب
هناك مجموعتان من المبادئ المستخدمة في أسلوب ونغ تشون، المبادئ السبعة التي تم تطويرها من الأسلوب الجنوبي (يشار إليها غالبًا باسم مبادئ 6 1/2) والمبادئ الـ 18 الأكثر تقدمًا المستخدمة في Kui Sao تم وصف المبادئ السبعة الأساس الأساسية المستخدمة في أسلوب ونغ تشون من قبل الجراند ماستر إندرياس هوفمان في مجلةBudo International(PDF الصفحة 20، على الرغم من أنها غالبًا ما يشار إليها باسم المبادئ الستة والنصف. هذه تنبع من شكل Luk Dim Boon Kwun، الذي يمارس في كل من أسلوب ونغ تشون و أسلوب وينغ تشون. قام الجراند ماستر إندرياس هوفمان بتطوير شكل آخر يعرف باسم (Luk Dim Boon Kuen) لتعليم هذه المبادئ دون الحاجة إلى القطب الطويل. معا يشكلون أساس ونغ تشون وتشمل:
- تاي (للرفع) ينشر هذا المبدأ أي حركة تصاعدية ويستخدم في المقام الأول لتدمير توازن المهاجم
- لان (تثبيت أو التحكم). يستخدم لتثبيت المهاجم ويمكّن الممارس من الهجوم المضاد
- يستخدم دييم، على سبيل المثال، عند الضرب ؛ يركز الهجوم على نقطة لصدم المهاجم
- جوت (نصف دائرة لأسفل). يتم استخدام جوت، على سبيل المثال، لإيقاف أو منع الخصم من الإندفاع
- وون (دائرة). يعد الدوران مبدأً مركزياً في ونغ تشون ويشمل مجموعة من التحركات التي تستخدم حركة الدوران
- لاو. يعتبر المبدأ الأخير للتدفق هو نصف مبدأ في ونغ تشون، ولكنه ربما يكون الأكثر أهمية عندما يقترن بالمبادئ الأخرى التي تجعل أسلوب الونغ تشون ينبض بالحياة.